# Liste der Bodendenkmale im Landkreis Emsland

Landkreis Emsland

In der Liste der Bodendenkmale im Landkreis Emsland sind die Bodendenkmale im Landkreis Emsland aufgeführt. Die Quelle ist der Denkmalatlas Niedersachsen. Die Angaben in den einzelnen Listen ersetzen nicht die rechtsverbindliche Auskunft der zuständigen Denkmalschutzbehörde.
| Bild | Gemeinde                  | Bodendenkmalliste                     | Wappen | Lage | Ortsteile |
| ---- | ------------------------- | ------------------------------------- | ------ | ---- | --- |
|      | Samtgemeinde Dörpen       | Es sind keine Bodendenkmale gelistet. |        |      | |
|      | Emsbüren                  | siehe Ortsteile                       |        |      | - Ahlde - Bernte - Elbergen - Emsbüren - Gleesen - Leschede - Listrup - Mehringen                                                               |
|      | Samtgemeinde Freren       | siehe Ortsteile                       |        |      | - Andervenne - Beesten - Freren - Messingen - Thuine                                                                                            |
|      | Geeste                    | siehe Ortsteile                       |        |      | - Bramhar, Dalum - Geeste - Groß Hesepe, Klein Hesepe - Osterbrock, Varloh                                                                      |
|      | Haren (Ems)               | siehe Ortsteile                       |        |      | - Altenberge - Emen - Emmeln - Erika, Fehndorf, Landegge - Lindloh-Schwartenberg, Rütenbrock - Tinnen - Wesuwe                                  |
|      | Haselünne                 | siehe Ortsteile                       |        |      | - Andrup, Bückelte, Dörgen - Eltern - Flechum - Hamm - Huden, Hülsen, Klosterholte - Lage, Lahre - Lehrte - Lohe, Lotten - Westerloh            |
|      | Samtgemeinde Herzlake     | siehe Ortsteile                       |        |      | - Aselage - Dohren - Herzlake - Lähden |
|      | Samtgemeinde Lathen       | siehe Ortsteile                       |        |      | - Fresenburg, Lathen, Niederlangen - Oberlangen - Renkenberge, Sustrum                                                                          |
|      | Samtgemeinde Lengerich    | siehe Ortsteile                       |        |      | - Bawinkel, Gersten - Handrup - Langen - Lengerich - Wettrup                                                                                    |
|      | Lingen (Ems)              | siehe Ortsteile                       |        |      | - Altenlingen - Baccum - Bramsche - Brockhausen, Brögbern, Clusorth-Bramhar - Darme - Holthausen, Laxten - Lingen - Schepsdorf                  |
|      | Meppen                    | siehe Ortsteile                       |        |      | - Apeldorn - Bokeloh, Borken, Groß Fullen - Helte, Hemsen, Holthausen - Hüntel - Klein Fullen - Meppen - Rühle, Schwefingen - Teglingen, Versen |
|      | Samtgemeinde Nordhümmling | siehe Ortsteile                       |        |      | - Bockhorst, Breddenberg - Esterwegen, Hilkenbrook - Surwold                                                                                    |
|      | Papenburg                 | siehe Ortsteile                       |        |      | - Bokel - Aschendorf - Herbrum, Nenndorf, Obenende - Papenburg - Tunxdorf, Untenende                                                            |
|      | Rhede (Ems)               | siehe Ortsteile                       |        |      | - Borsum - Brual - Neurhede - Rhede |
|      | Salzbergen                | siehe Ortsteile                       |        |      | - Holsten - Hummeldorf - Salzbergen - Steide |
|      | Samtgemeinde Sögel        | siehe Ortsteile                       |        |      | - Börger - Groß Berßen - Groß Stavern - Hüven - Klein Berßen - Klein Stavern - Sögel - Spahnharrenstätte - Werpeloh                             |
|      | Samtgemeinde Spelle       | siehe Ortsteile                       |        |      | - Lünne - Schapen, Spelle |
|      | Samtgemeinde Werlte       | siehe Ortsteile                       |        |      | - Lahn - Lorup, Rastdorf - Vrees - Werlte |
|      | Twist                     | Es sind keine Bodendenkmale gelistet. |        |      | |

Ortsteile in schwarzer Schrift weisen keine Bodendenkmale aus.